# Eucereon pilatii
Eucereon pilatii är en fjärilsart som beskrevs av Walker 1854. Eucereon pilatii ingår i släktet Eucereon och familjen björnspinnare. Inga underarter finns listade i Catalogue of Life.

## Bildgalleri

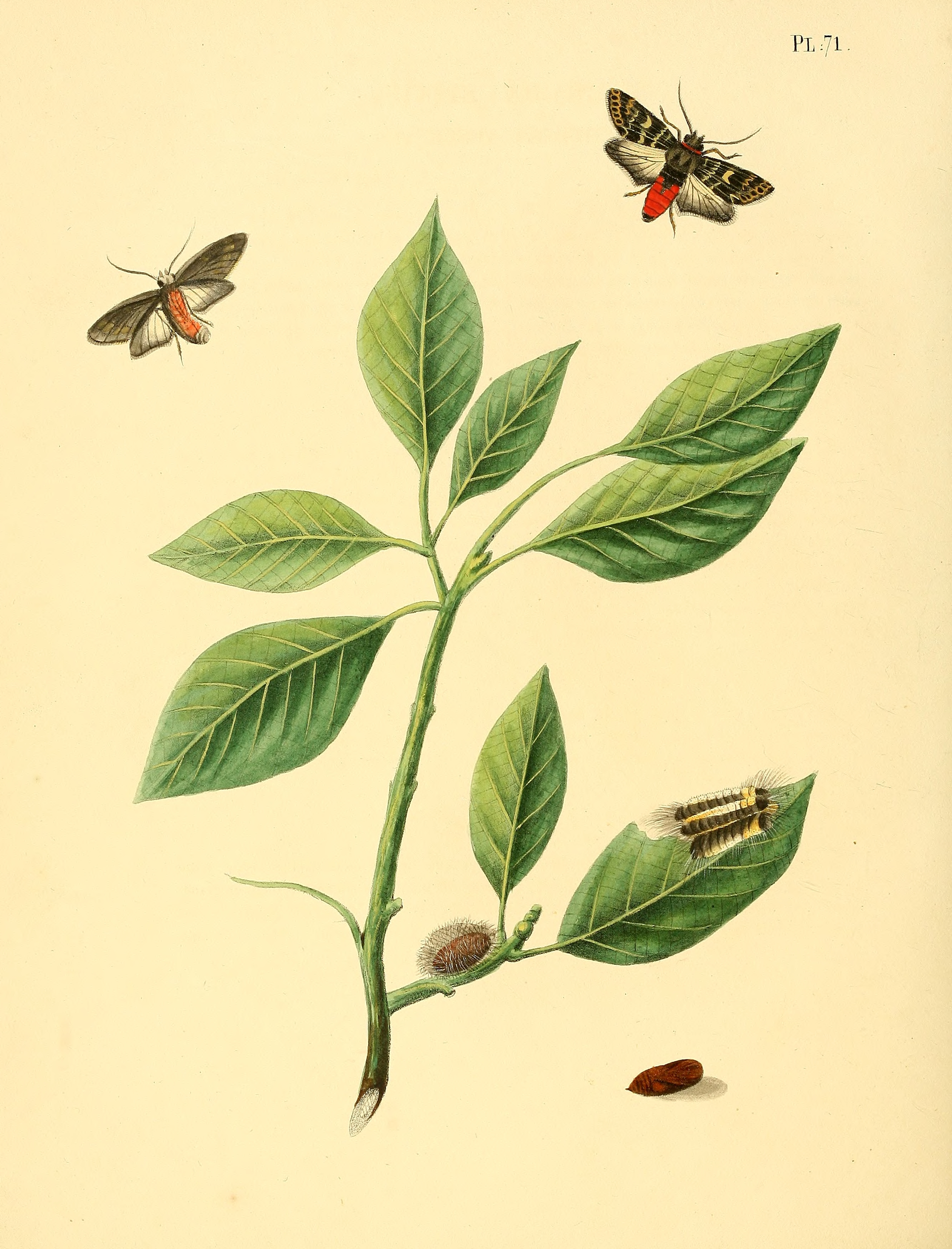